# Blue bayou (Roy Orbison)
Blue bayou is een lied dat werd geschreven door Roy Orbison en Joe Melson. Orbison nam het nummer in 1961 op en bracht het voor het eerst uit in 1963. Het werd een hit in meerdere landen. Het nummer werd vele malen gecoverd, met internationale hits voor Linda Ronstadt en Paola del Medico.
Het lied gaat over een man die zijn liefde heeft achtergelaten on Blue Bayou (bayou = nat en laag gebied met rivieren of kreken). Dagelijks werkt hij tot zonsondergang en hij spaart cent voor cent (saving nickles saving dimes), totdat hij weer terug kan gaan naar zijn thuis, zijn vrienden en zijn geliefde.

## Roy Orbison
Orbison bracht het in 1963 uit, meestal als B-kant van de single Mean woman blues. Een enkele maal, zoals in België en een versie in het Verenigd Koninkrijk, werd het de A-kant van deze single en verschillende malen kwam het op een dubbele A-kant terecht. In 1980, 1988 en 1990 bracht hij het nummer nogmaals uit op een single, dit maal wel op  de A-kant. Ook verscheen het op zijn elpee In dreams en in 1964 en 1967 op een maxisingle.

### Hitlijsten
In 1963 werd de single een hit in meerdere landen, waaronder in België (in Nederland niet).

#### België
| "Blue bayou" in de Vlaamse Ultratop 30 van 01-10-1963 t/m 01-01-1964 | "Blue bayou" in de Vlaamse Ultratop 30 van 01-10-1963 t/m 01-01-1964 | "Blue bayou" in de Vlaamse Ultratop 30 van 01-10-1963 t/m 01-01-1964 | "Blue bayou" in de Vlaamse Ultratop 30 van 01-10-1963 t/m 01-01-1964 | "Blue bayou" in de Vlaamse Ultratop 30 van 01-10-1963 t/m 01-01-1964 | "Blue bayou" in de Vlaamse Ultratop 30 van 01-10-1963 t/m 01-01-1964 |
| Week                                                                 | oktober                                                              | november                                                             | december                                                             | januari                                                              |                                                                      |
| -------------------------------------------------------------------- | -------------------------------------------------------------------- | -------------------------------------------------------------------- | -------------------------------------------------------------------- | -------------------------------------------------------------------- | -------------------------------------------------------------------- |
| Positie                                                              | 15                                                                   | 3                                                                    | 6                                                                    | 10                                                                   | uit                                                                  |

#### Andere landen
| Land                | piekpositie | weken |
| ------------------- | ----------- | ----- |
| Ierland             | 1           | 9     |
| Australië           | 1           | ?     |
| Verenigd Koninkrijk | 3           | 19    |
| Noorwegen           | 10          | 2     |
| Verenigde Staten    | 29          | 10    |

## Linda Ronstadt
Linda Ronstadt bracht in 1977 verschillende singles uit met Blue bayou op de A-kant. Afhankelijk per land verscheen op de B-kant Old paint, Poor poor pittyful me, Maybe I'm right of Love me tender. In Nederland en België verscheen het nummer echter op de B-kant van It's so easy op de A-kant. Verder verscheen er nog een latin pop-versie in de VS met de titel Lago azul. Voor Linda Ronstadt groeide het nummer uit tot een signature song.

### Hitnoteringen

#### In het buitenland
| Land                | piekpositie | weken |
| ------------------- | ----------- | ----- |
| Nieuw-Zeeland       | 3           | 22    |
| Verenigde Staten    | 3           | 23    |
| Verenigd Koninkrijk | 35          | 44    |

#### NPO Radio 2 Top 2000
Ondanks dat het nummer geen A-kant kende in Nederland, heeft het sinds de eerste editie in 1999 tot 2014 vrijwel elk jaar in de Top 2000 van Radio 2 gestaan:

| Nummer met noteringen in de NPO Radio 2 Top 2000 | '99  | '00 | '01 | '02  | '03  | '04 | '05  | '06  | '07  | '08  | '09  | '10  | '11  | '12  | '13  | '14  |
| ------------------------------------------------ | ---- | --- | --- | ---- | ---- | --- | ---- | ---- | ---- | ---- | ---- | ---- | ---- | ---- | ---- | ---- |
| Blue Bayou                                       | 1044 | -   | 987 | 1430 | 1183 | 901 | 1117 | 1010 | 1177 | 1089 | 1478 | 1459 | 1701 | 1661 | 1761 | 1932 |

1. ↑  Een '-' betekent dat het nummer niet was genoteerd en een vetgedrukt getal geeft de hoogste notering aan.
2. ↑  Deze tabel is bijgewerkt tot en met de laatste editie (2024).

## Paola del Medico
De Zwitserse zangeres Paola del Medico had in 1978 een hit met een vertaling van het nummer in de Duitstalige landen. Op de B-kant stond het nummer Juke box.

### Hitnoteringen
| Land        | piekpositie | weken |
| ----------- | ----------- | ----- |
| Zwitserland | 6           | 11    |
| Oostenrijk  | 10          | 20    |
| Duitsland   | 13          | 26    |

## Piet Veerman & The New Cats
Toen de formatie The Cats in 1980 voor de tweede maal uit elkaar waren gegaan, kwam de voorman Piet Veerman met zijn tweede elpee en twee singles, waaronder Blue bayou. Op de B-kant plaatste hij het nummer Livin' to love you dat hij in 1976 al eens op de A-kant van een single had geplaatst. Het stond toen ook op zijn elpee Rollin' on a river (1976). Ook kwam het nummer terug op zijn elpee Back to you (1980). Hij bracht zijn werk in 1980 uit onder de naam Piet Veerman & The New Cats.
De single kwam niet in de Nederlandse hitlijsten terecht, maar bleek wel een klassieker toen het nummer in 2013 werd gekozen in de Volendammer Top 1000.

## Overige covers
Blue bayou werd gecoverd door veel artiesten wereldwijd. Een greep uit de voorbeelden die nog niet genoemd zijn, is als volgt: de Tielman Brothers (1979 en 1990), Max Greger (1995), David Hasselhoff (2004), Kina Jaarnek met Billy Swan (2005), Texas Lightning (2005), Norah Jones met M. Ward (2008), Lisa del Bo (2008), Andrea Corr (2011), Chris de Burgh (2011), Harry Dean Stanton (2014) en Barry Hay in duet met Danny Vera (2019).
Verder verschenen er nog de Nederlandse versies Ik mis je van Benny Neyman, (Gouden regen, 1979) en Wie weet hoe van Wendy van Wanten (Kom dichter, 1996). Ook verschenen er nog drie Franse vertalingen, Tu n'es plus là van Dick Rivers (1963), A blue bayou van Mireille Mathieu (1978) en Dans le bayou van Sylvie Vartan (2013).